# What Happened Was...
Pour plus de détails, voir Fiche technique et Distribution.
What Happened Was... est un film américain réalisé par Tom Noonan, sorti en 1994.

## Synopsis
Deux personnes se rencontrent et leur conversation révèle progressivement leur solitude et les aspects cachés de leur personnalité.

## Fiche technique
- Titre : What Happened Was...
- Réalisation : Tom Noonan
- Scénario : Tom Noonan d'après sa pièce de théâtre
- Musique : Tom Noonan
- Photographie : Joe DeSalvo
- Montage : Tom Noonan
- Production : Scott Macaulay et Robin O'Hara
- Société de production : Genre Pictures et Good Machine
- Pays :  États-Unis
- Genre : Comédie dramatique, romance et thriller
- Durée : 91 minutes
- Dates de sortie : 
  -  États-Unis : 9 septembre 1994

## Distribution
- Karen Sillas : Jackie Marsh
- Tom Noonan : Michael

## Distinctions
Le film reçoit le Grand prix du jury au festival du film de Sundance 1994.